# Aeroportul Örnsköldsvik
Aeroportul Örnsköldsvik (IATA: OER, ICAO: ESNO) este un aeroport din Comuna Örnsköldsvik, Västernorrlands län, Suedia ce deservește zona Örnsköldsvik. Aeroportul a fost tranzitat în 2022 de 10.419 pasageri. A fost numit după Comuna Örnsköldsvik.
Situat la o altitudine de 108 m, aeroportul dispune de 1 pistă.

## Infrastructură

### Piste
Aeroportul dispune de o singură pistă. Pista are orientarea 12/30.